# Christophe Marchand (compositeur)
Pour les articles homonymes, voir Christophe Marchand et Marchand.
 (septembre 2024).
Il peut être nécessaire de l'améliorer pour respecter le principe de neutralité de point de vue. Veuillez consulter la page de discussion pour plus de détails.

 (septembre 2024).
Si vous disposez d'ouvrages ou d'articles de référence ou si vous connaissez des sites web de qualité traitant du thème abordé ici, merci de compléter l'article en donnant les références utiles à sa vérifiabilité et en les liant à la section « Notes et références ».
Christophe Marchand, né le 9 février 1972, est compositeur et organiste français.

## Biographie
Né en 1972 à Sedan dans les Ardennes, Christophe Marchand a travaillé l’orgue avec Pascale Rouet, la musique ancienne avec Norbert Pétry et François Menissier, tout en suivant l’enseignement du compositeur François Leclère. Il a étudié parallèlement l’histoire, l’histoire de l’Art  et les civilisations de l’Antiquité. Il vit aujourd’hui en Alsace où il partage son temps entre ses activités liées à l'enseignement (agrégé d'histoire-géographie et inspecteur académique), le travail de l’orgue ou de la composition musicale. Il a écrit à ce jour une quarantaine de pièces, principalement destinées à son instrument. Il rédige régulièrement des articles et des ouvrages sur ce sujet. De 2001 à 2010, il a entrepris une série de rencontres avec une douzaine de compositeurs, qui l'ont conduit à écrire un ouvrage d'entretiens, d'analyse et de synthèse sur le sacré dans la musique d'aujourd’hui. Il a bénéficié de commandes (Conseils généraux, municipalités, épiscopat, conservatoires, interprètes), a été finaliste du Concours International Dom Bedos de Bordeaux en 2002 et compositeur-invité aux Journées de l'orgue contemporain du CNSM de Paris à la Cité de la Musique en 2005. Il anime des classes de maître dans des Académies d'été ou dans des conservatoires et collabore à la revue Orgues Nouvelles. Sa musique est jouée en France et à l'étranger. Elle est publiée aux éditions Delatour France et a fait l'objet d'une dizaine d'enregistrements discographiques et radiophoniques (émissions L'Echappée belle en Musique, Grand Jeu, Sacrées musiques, Touches d'orgues...). Sa Sonate A travers les Etoiles a été créée à la demande de Radio France dans le cadre de l'inauguration du grand orgue de la Maison de la Radio en mai 2016.

## Style et langage
La musique de Christophe Marchand se réclame volontiers de Jean-Pierre Leguay, Bruce Mather ou de Michael Radulescu et reprend certains des principes essentiels de la musique ancienne pour élaborer un langage nouveau . Elle conserve une  importante et permanente souplesse agogique qui nécessite de l’interprète une implication permanente , le plaisir de jouer étant toujours revendiqué et recherché. Tout en étant atonale, elle ne se conforme à aucun système existant et recherche une voie qui lui est propre .

## Liste des œuvres
- Thrène (1994) - (4 min 30 s)
- Six Études pour orgue (1996-1998) - (durée totale : environ 19 min)
- Incantation pour flûte solo (1997) - (durée : 6 min)
- Dix Petits Préludes Colorés, pour orgue (1998) - (durée : 13 min)
- Danses Macabres (1998-1999) - (durée : 5 min 05 s ; 5 min 01 s ; 4 min 35 s)
- « Le Livre Caché des Incantations » (2000) – (durée totale : environ 14 min) - pour orgue, Soprano et flûte traversière.
- « Moloch » - (1999-2000) – (8 min)
- Fantaisie pour orgue mésotonique – (2001) - (4 min)
- Quatre Chorals (2001) – (durée totale : environ 8 min)
- Hieronymus Bosch’s Codex (2001) pour orgue seul (20 min)
- Psaume sur le Hieronymus Bosch’s Codex – (2003) - pour Baryton (ou alto) et orgue (20 min)
- « Mauvais sorts et Maléfices » (2004) – (durée totale : environ 20 min)
- Comme un album longtemps oublié pour orgue, flûte, saxophone, flûte à bec, basson, clarinette, violoncelle (2003) - (durée : environ 15 min)
- Le Livre des Sortilèges, versions pour orgue seul, pour orgue et violoncelle ou basson, pour orgue et flûte (2004-2005) - (environ 10 min)
- Toccata et Canzone à Quatre (2005) pour orgue à quatre mains (environ 5 min 44 s)
- Fantaisie sur l’Hexacorde (2006) pour orgue à quatre mains (environ 6 min).
- Orchésographie I, II, III, IV& V (2009-2012) (environ 18 min)
- Dactylopraxie (2013), cycle pédagogique de 20 pièces réunies en 3 suites pour les organistes commençants (environ 15 min)
- Le Songe de Jan Pieterszoon Sweelinck pour orgue (2014) (environ 20 min)
- Praxipode (2015), cycle pédagogique de 20 pièces réunies en 3 suites pour le travail progressif du pédalier (environ 30 min)
- Stella Splendens in Monte, d'après le Livre Vermeil de Montserrat du XIVe siècle, pour orgue seul ou orgue avec chœur (2016) (environ 10 min)
- Trois Nocturnes : Crépuscule, Nuit et Aube, pour orgue (2017) (environ 13 min)
- Cuncti Simus Concanentes, d'après le Livre Vermeil de Montserrat du XIVe siècle, pour orgue seul ou orgue avec voix (2018) (environ 10 min)
- Pietà, Stabat Mater en hommage à Michael Radulescu, pour Soprano et orgue (2018) (environ 8 min 30)
- Sonate Kaléidoscopique, en hommage à Jean-Pierre Leguay, pour Grand orgue (2019) (environ 9 min)

## Enregistrements
- Danses Macabres par P. Rouet, Orgue de l’Abbatiale de Mouzon (Pavane ADW 7468)
- Toccata et Canzone à quatre  (Pièce à quatre mains - avec le compositeur), Dans « Jeunes organistes compositeurs » ; Ed  Hortus – CNSMDP ; (2005)
- Orchésographie I,II et III (Dans : Musiques d’hier et d’aujourd’hui, Orgue de Mouzon) -  Triton (TRI 331162) (2009)
- Le livre Caché des Incantations par P. Rouet, G. De Reyghere et X. Haag, Production de la Ville de Gespunsart (08)
- Le Livre des Sortilèges : Version pour flûte et orgue par Vincent Freppel et Thérèse Gérard, Orgue de Chaumont (Disques Pythagore),
- Le Livre des Sortilèges, Version pour orgue par Pascale Rouet, Orgue de l’Église Saint-Léger de Sedan (Editions Delatour)
- Mauvais Sorts et Maléfices par Pascale Rouet et Willy Ippolito, Orgue de la Basilique de Mézières (Editions Delatour)
- Variations sur dix notes fixes (extrait de Dactylopraxie), par Pascale Rouet à l'orgue de la Basilique de Charleville-Mézières (CD Orgues Nouvelles no 22, 2013)
- Toccata et Canzone à Quatre et Fantaisie sur l'Hexacorde, par Pascale Rouet et Anne Froidebise (à quatre mains), dans Les Grandes Orgues de la Cathédrale de Quimper (VOC4107, 2013)
- Musiques en miroirs, par Pascale Rouet, Orgue Yves Koenig de Charleville-Mézières (Triton TRI 331211)

## Écrits
- Du retour aux sources à la modernité affirmée : Pierre Froidebise, Orgues Nouvelles no 28, 2015
- Claude Ballif, Coordination du dossier consacré au compositeur de la revue Orgues Nouvelles no 26, 2014
- Jean-Louis Florentz, l'étonnant voyageur, Coordination du dossier consacré au compositeur de la revue Orgues Nouvelles no 24, 2014
- Comment la Courbure du temps de François Leclère m'a aidé à devenir compositeur, dans L'École de Charleville, François Leclère et son enseignement, Collection Les 3 Mondes, 2013.
- Présentation d'Orchésographie, Éditions Delatour, 2012.
- Présentation des Six Études et des liens entre musique ancienne et musique contemporaine dans "Six Études pour Orgue",  Éditions Delatour, 2012.
- Enquêtes sur le Sacré dans la Musique d'aujourd’hui, En collaboration avec Pascale ROUET, Préface de Gilles Cantagrel, Éditions Delatour, 2011
- Les princes et leurs organistes, Orgues Nouvelles no 12, 2011
- Présentation d'Archipel des Solitudes et des Sept Visages du Temps de François Leclère, Rejoyce Classique, 2010
- Les nouveaux territoires de l'enseignement de la musique en France, Orgues Nouvelles n°9, 2010
- Passerelles Orient-Occident, la musique de Toru Takemitsu, Orgues Nouvelles n°7, 2010
- Entretien avec Sylvain Heili, Régis Campo et Lionel Rogg, Orgues Nouvelles n°7, 2010
- Le concerto chez Regis Campo, Orgues Nouvelles n°5, 2009
- Le sacré chez les compositeurs d'aujourd’hui, L'orgue vivant 2, Académie d'orgue de Saint-Dié, 2007
- Mauvais Sorts et Maléfices, Méthode d'orgue avec Pascale Rouet pour l'apprentissage de la musique contemporaine, Éditions Delatour, 2004
- Entretien avec Evelyne Fauconet, Dans "Aspects de la Musique contemporaine en France", L'Orgue, no 259, 2002
- L'École de Charleville, Les Cahiers de la Grive no 7, 1999
- Présentation de "Vitrails pour orgue" de Jean-Marie Beaufays, Les Cahiers de la Grive no 7, 1999